# Bukavu

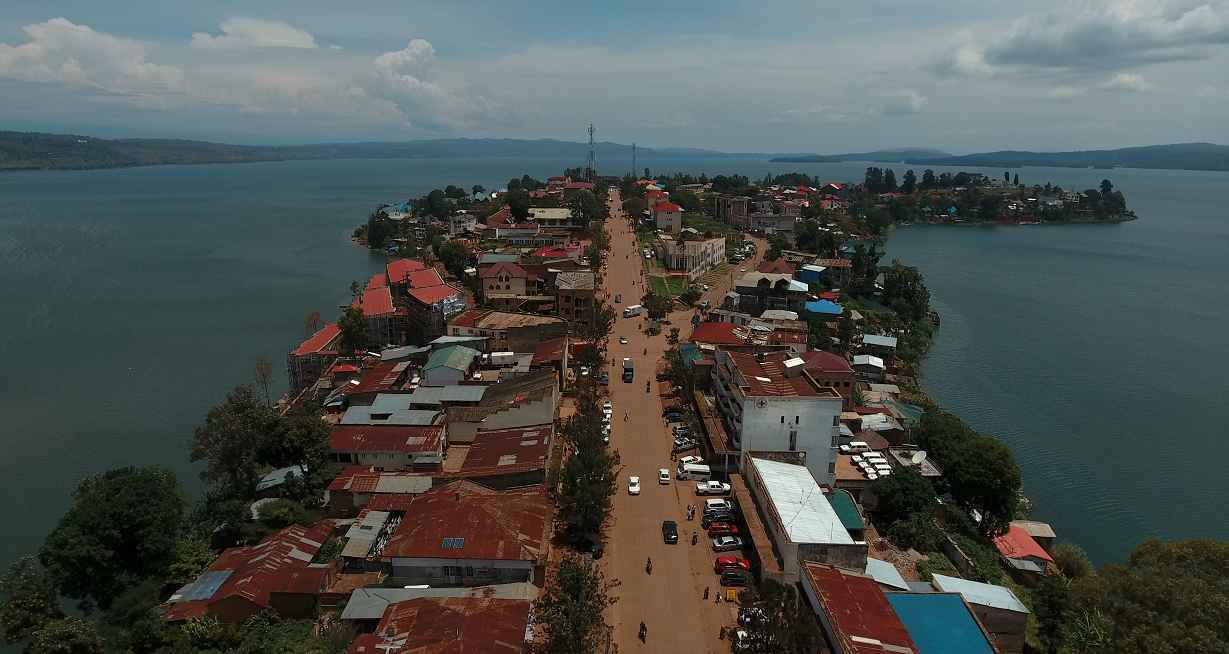
Bukavu (lacul Kivu)

Bukavu este un oraș aflat în partea de est a Republicii Democrate Congo, pe malul sud-vestic al lacului Kivu.
Este reședința  provinciei  Sud-Kivu.

## Personalități marcante
- Amini Cishugi, scriitor
- Stephanos Charalambides, întâistătător
- Denis Mukwege, ginecolog
- Maguy Kabamba, scriitor